# Comuna Stankovci, Zadar
Stankovci este o comună în cantonul Zadar, Croația, având o populație de 2.003 locuitori (2011).

## Demografie
Componența etnică a comunei Stankovci
     Croați (97,05%)
     Sârbi (2,25%)
     Necunoscut (0,05%)
     Neclasificat (0,5%)
Componența confesională a comunei Stankovci
     Catolici (96,01%)
     Ortodocși (2,4%)
     Necunoscută (0,45%)
     Alte religii (1,15%)
Conform recensământului din 2011, comuna Stankovci avea 2.003 locuitori. Din punct de vedere etnic, majoritatea locuitorilor (97,05%) erau croați, cu o minoritate de sârbi (2,25%). Apartenența etnică nu este cunoscută în cazul a 0,05% din locuitori. Din punct de vedere confesional, majoritatea locuitorilor (96,01%) erau catolici, cu o minoritate de ortodocși (2,4%). Pentru 0,45% din locuitori nu este cunoscută apartenența confesională.